# 外務省設置法
外務省設置法（がいむしょうせっちほう、平成11年7月16日法律第94号）は、「外務省の設置ならびに任務およびこれを達成するため必要となる明確な範囲の所掌事務を定めるとともに、その所掌する行政事務を能率的に遂行するため必要な組織を定めること」に関する日本の法律である。

## 構成
- 第1章 総則（第1条）
- 第2章 外務省の設置並びに任務及び所掌事務
  - 第1節 外務省の設置（第2条）
  - 第2節 外務省の任務及び所掌事務（第3条・第4条）
- 第3章 外務省に置かれる職及び機関
  - 第1節 特別な職（第5条）
  - 第2節 特別の機関（第6条-第12条）
- 第4章 名誉総領事及び名誉領事（第13条）
- 附則

## 沿革
1. 1949年（昭和24年）5月31日、外務省設置法（昭和24年法律第135号[1]）が公布、同年6月1日施行。
2. 1951年（昭和26年）12月1日、外務省設置法（昭和26年法律第283号）が公布、施行。同法附則第2項本文により上記1の外務省設置法は廃止された。
3. 1999年（平成11年）7月16日、外務省設置法（平成11年法律第94号）が公布。中央省庁等改革関係法施行法第2条により、2001年（平成13年）1月6日施行。同日実施の中央省庁再編にあたり、上記2の外務省設置法は、中央省庁等改革のための国の行政組織関係法律の整備等に関する法律（平成11年法律第102号）第4条柱書及び第3号により廃止された。